# Łódź
Łódź (AFI: /ˈwuʧ/, meno correttamente /ˈlɔʦ/; in polacco [ˈwuʨ] ; in tedesco Lodsch e Litzmannstadt durante l'occupazione nazista; in yiddish לאָדזש‎?, Lodzsh; in latino Lodzia) è una città polacca di 648711 abitanti, capoluogo dell'omonimo voivodato, situata al centro del Paese.
Situata nel centro della Polonia, 120 km a sud ovest di Varsavia, è la quarta città polacca per popolazione (l'attuale dato demografico è in calo rispetto a quello relativo al 1988, quando la città contava 854300 abitanti). Importante centro dell'industria tessile, ha conosciuto un rapido aumento demografico dalla seconda metà del XIX secolo ed è sede di una delle comunità tedesche più folte della Polonia.

## Geografia fisica

### Clima
Il clima è continentale ed è caratterizzato da stagioni molto marcate, in particolare da inverni freddi e secchi e da estati calde e piovose.

## Storia

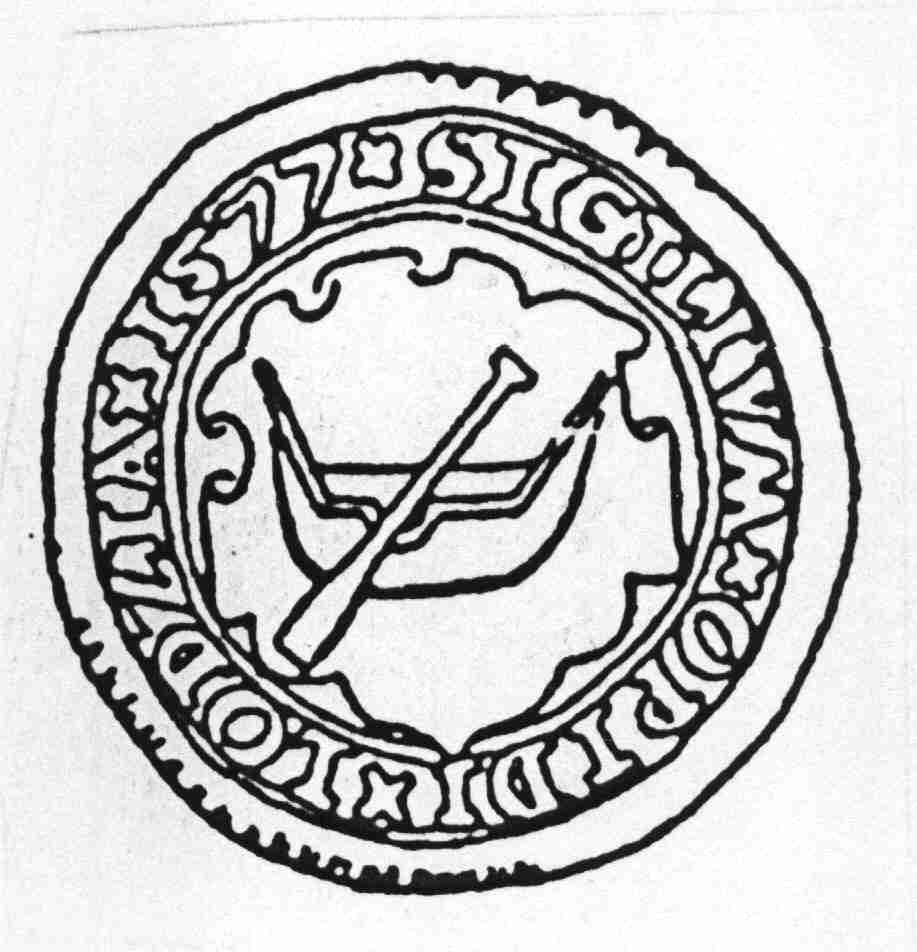
sigillo della città nel 1577

Łódź in polacco significa "barca", e per questa ragione lo scudo araldico della città rappresenta una barca. Il suo nome e il suo simbolo possono risultare strani, in quanto attualmente presso Łódź non vi sono corsi d'acqua che attraversino la città (per lo meno non allo scoperto), ma soltanto diversi fiumicelli e torrenti nell'area circostante. Ciononostante, nel passato, la zona dove ora sorge la città era paludosa.
Il nome Lodzia appare per la prima volta in latino, in un documento del 1332 in cui il villaggio è ceduto ai vescovi di Włocławek; mentre nel 1423 Re Ladislao II Jagellone conferisce i diritti di città al borgo. Da allora fino al XVIII secolo la cittadina rimase un piccolo insediamento sulla strada che collegava la Masovia alla Slesia. Nel XVI secolo la città aveva meno di 800 abitanti, la maggior parte impiegati nelle fattorie della zona.
Con la seconda spartizione della Polonia, nel 1793, Łódź divenne parte della provincia della Prussia meridionale, parte del regno di Prussia e assunse la grafia tedesca di Lodsch. Nel 1798 i prussiani nazionalizzarono la città che perse il suo status di città dei vescovi di Cuiavia. Nel 1806 Łódź fu annessa al ducato di Varsavia, creato da Napoleone, e nel 1810 aveva circa 190 abitanti. Dopo il Congresso di Vienna (1815), divenne parte del Regno del Congresso, stato controllato dall'Impero Russo.

### Il XIX secolo e lo sviluppo industriale
Nel trattato del 1815 si progettava il rilancio della città e con un decreto dello zar del 1816 immigrati tedeschi furono invitati a stabilirsi nella zona. Nel 1820 Stanisław Staszic, religioso, filosofo, geologo, scrittore e statista collaborò al progetto di far diventare la cittadina un moderno centro industriale. Gli immigrati giunsero nella "terra promessa" (Ziemia obiecana, La terra promessa è il romanzo del nobel Władysław Reymont che parla proprio di questa epoca della città di Łódź - per certi versi problematica) da tutta Europa e in particolare da Germania meridionale, Slesia e Boemia ma anche da nazioni molto lontane come Portogallo, Inghilterra, Francia e Irlanda. Il primo stabilimento tessile aprì nel 1825 e 14 anni dopo iniziò l'attività la prima fabbrica con macchine a vapore di Polonia e Impero russo. Nel 1839, più del 78% della popolazione del borgo era tedesca, e vi erano scuole e chiese tedesche.
Il costante flusso di operai, uomini d'affari e artigiani da tutta Europa trasformarono Łódź nel principale centro di produzione tessile del potente Impero russo, all'epoca esteso dall'Europa centrale fino all'Alaska. I tre gruppi etnici dominanti per popolazione e per contributo allo sviluppo della città erano i polacchi, gli ebrei e i tedeschi, che avevano iniziato ad arrivare dal 1848. Molti degli artigiani di Łódź erano tessitori della alta e bassa Slesia.
Nel 1850, la Russia abolì le barriere doganali tra il Regno del Congresso e l'Impero e perciò l'industria di Łódź poté acquisire l'enorme mercato costituito dall'impero. Alla fine la città divenne la seconda maggiore del Regno del Congresso. Nel 1865 aprì la prima linea ferroviaria (per Koluszki, tratta del collegamento Varsavia-Vienna) e presto la città ebbe collegamenti con Varsavia e Białystok.
Uno dei più importanti industriali di Łódź fu Karl Wilhelm Scheibler. Nel 1852 arrivò a Łódź e con Julius Schwarz iniziò a comprare proprietà e a costruire diverse fabbriche. Scheibler acquisì poi le quote di Schwarz e divenne così proprietario unico di un grande gruppo economico. Dopo la sua morte nel 1881 la vedova e altri parenti decisero di erigere in sua memoria una cappella, divenuta poi mausoleo della famiglia, nell'area luterana del cimitero di Łódź lungo ulica Ogrodowa (successivamente conosciuto come "cimitero vecchio"). Questa cappella è ancora oggi una delle più pregevoli architetture della città.
La storia della città è descritta magnificamente nel bel libro di Israel Joshua Singer: I fratelli Ashkenazi.
| Anno | Abitanti |
| ---- | -------- |
| 1777 | 265      |
| 1793 | 191      |
| 1808 | 434      |
| 1815 | 331      |
| 1820 | 767      |
| 1830 | 4 343    |
| 1850 | 15 764   |
| 1857 | 27 890   |
| 1865 | 40 121   |
| 1872 | 100 000  |
| 1886 | 232 000  |
| 1897 | 283 206  |
| 1900 | 314 020  |
| 1905 | 343 900  |
| 1913 | 477 862  |
| 1915 | 600 000  |
| 1918 | 341 800  |
| 1921 | 452 000  |
| 1925 | 538 600  |
| 1931 | 605 500  |
| 1939 | 672 000  |
| 1946 | 496 929  |
| 1950 | 620 273  |
| 1960 | 709 698  |
| 1970 | 762 699  |
| 1980 | 835 658  |
| 1988 | 854 003  |
| 1990 | 848 258  |
| 2000 | 793 217  |
| 2003 | 779 129  |
| 2007 | 753 192  |
| 2009 | 742 387  |
| 2020 | 677 286  |

Tra il 1823 e il 1873, la popolazione cittadina raddoppiò ogni 10 anni. Quelli del ventennio 1870–1890 segnarono il più intenso periodo di sviluppo industriale nella storia moderna della città. Molti degli industriali erano di fede ebraica. Secondo il censimento dell'Impero russo del 1897, dei 315 000 abitanti gli ebrei erano 99 000 (circa il 31%). 
Lo sviluppo del borgo in una città avevano ormai cambiato le proporzioni etniche del centro: nel 1913, i polacchi erano quasi la metà della popolazione (49.7%), i tedeschi erano calati al 14,8% e gli ebrei avevano raggiunto il 34%, dei circa 506 000 abitanti.
Łódź divenne anche uno dei principali centri del movimento socialista. Nel 1892 un grande sciopero paralizzò la maggior parte degli stabilimenti produttivi. Durante la Rivoluzione russa del 1905, in quella poi nota come Insurrezione di Łódź, la polizia zarista uccise centinaia di operai.
Nonostante la crisi incombente che predette la prima guerra mondiale la città crebbe costantemente fino al 1914. In quell'anno era divenuta una delle città con la maggiore densità abitativa (13 280 abitanti per chilometro quadrato) nonché una delle più inquinate città industriali del mondo. Presso la città fu combattuta una battaglia alla fine del 1914 e ne risultò che essa fu occupata dalla Germania ma alla fine della guerra, con la rinascita dello stato polacco indipendente, la popolazione locale liberò la città e disarmò le truppe tedesche. Alla fine della prima guerra mondiale Łódź aveva perso circa il 40% dei suoi abitanti a causa di arruolamenti, malattie, inquinamento, e per la espulsione di massa dei tedeschi.

### Il periodo tra le due guerre mondiali
Nel 1922, dopo l'istituzione della seconda repubblica di Polonia, Łódź divenne capoluogo del voivodato omonimo ma il periodo di enorme crescita terminò. La grande depressione degli anni trenta e la guerra doganale con la Germania preclusero i mercati occidentali ai prodotti tessili polacchi, mentre la rivoluzione bolscevica del 1917 e la guerra civile in Russia (1918–1922) avevano posto fine ai commerci con l'Est. La città visse varie proteste operaie e disordini nel periodo tra le due guerre.
Il 13 settembre 1925 un nuovo aeroporto, Lublinek, venne aperto vicino alla città. Comunque nel periodo tra la prima e la seconda guerra mondiale Łódź continuò a essere una città multiculturale: il censimento polacco del 1931 mostrava che, della popolazione complessiva di circa 604 000 abitanti, facevano parte 375 000 (59%) polacchi, 192 000 (32%) ebrei e 54 000 (9%) tedeschi (numeri stabiliti sulla base dalla lingua principale parlata da ogni persona).

### La seconda guerra mondiale

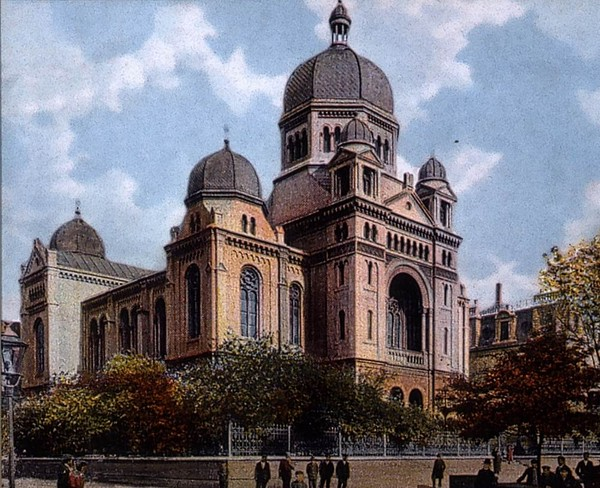
La Sinagoga grande di Łódź, distrutta durante la seconda guerra mondiale

Quando le forze tedesche occuparono Łódź nel settembre 1939, la città contava 672000 abitanti dei quali circa un terzo (223000) erano ebrei. Łódź venne direttamente annessa al Reichsgau Wartheland entrando così a far parte della Grande Germania e la città venne rinominata Litzmannstadt. Come parte del Terzo Reich la città venne sottoposta al processo di "arianizzazione": ogni traccia della presenza ebraica sarebbe dovuta essere distrutta, la popolazione di origine ebraica espulsa verso il Governatorato Generale mentre quella polacca drasticamente ridotta e trasformata in manodopera schiava al servizio dell'industria tedesca. I progetti per una rapida germanizzazione della città si rivelarono però ben presto impraticabili, per i problemi pratici e logistici che la rilocazione di un numero così ampio di persone avrebbe comportato.
Si procedette così alla creazione di un ghetto nel quale tutti gli ebrei della città e dei dintorni (assieme anche a 20000 ebrei provenienti da altre città tedesche) furono costretti a risiedere. Con i suoi 200000 abitanti, il ghetto di Łódź è stato il secondo in grandezza, dopo quello di Varsavia, tra i ghetti nazisti creati in Polonia. Situato nel centro della città, il ghetto divenne un importante centro industriale a basso costo di manodopera per la Germania nazista ed in special modo per l'esercito tedesco. La popolazione del ghetto fu progressivamente decimata dalla fame e dalle malattie (45000 vittime), e dalle deportazioni nel campo di sterminio di Chełmno (78000 vittime). Nonostante questo, a causa dell'elevata produttività il ghetto riuscì a sopravvivere fino all'agosto 1944 quando l'intera popolazione rimasta (72000 persone) venne deportata ad Auschwitz. Fu l'ultimo ghetto polacco ad essere liquidato. Quando l'Armata Rossa giunse a Łódź il 19 gennaio 1945, vi trovò vivi soltanto 877 ebrei, tra cui 12 bambini. Si stima che dei 223000 ebrei che vivevano a Łódź prima della seconda guerra mondiale soltanto 10000-15000 sopravvissero all'Olocausto, perché fuggiti prima dell'arrivo delle truppe tedesche o sopravvissuti ai campi di sterminio.
Nell'area del ghetto di Łódź vi erano anche - meno conosciute - due sezioni speciali: una nella quale furono detenuti circa 5000 rom (tutti uccisi a Chełmno nel gennaio 1942), e una (il cosiddetto Kinder-KZ Litzmannstadt) che (assieme ad un sottocampo situato nella campagna a Dzierżązna, a 15 km di distanza) ospitò circa 1600 bambini polacchi non ebrei (ne morirono a Łódź almeno 136).

### Dopo la seconda guerra mondiale, nel periodo socialista

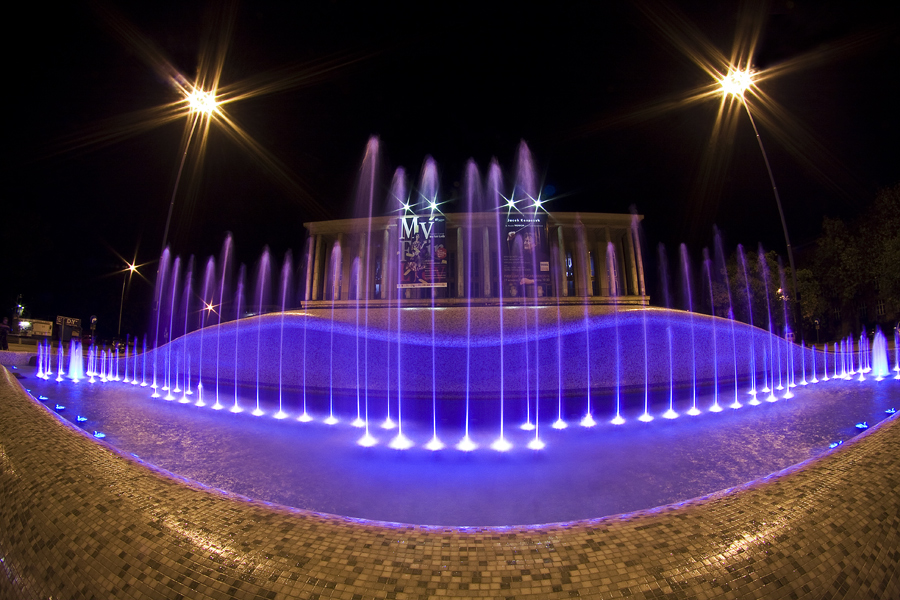
Fontana in Piazza Dąbrowski

Alla fine della seconda guerra mondiale Łódź aveva meno di 300 000 abitanti; la popolazione venne però incrementata dai rifugiati provenienti da Varsavia e dai polacchi espulsi dai territori orientali annessi all'Unione Sovietica. Fino al 1948 la città funse da capitale de facto della Polonia, essendo stata Varsavia quasi completamente distrutta dopo la Rivolta del 1944 e buona parte degli apparati governativi e amministrativi nazionali avevano sede a Łódź; fu anche ipotizzato di rendere permanentemente Łódź capitale dello stato ma il progetto non aveva l'appoggio della popolazione e nel 1948 iniziò la ricostruzione di Varsavia, che diverrà poi la capitale ufficiale. Sotto il regime comunista molte delle ricche famiglie degli industriali persero le loro ricchezze quando le autorità nazionalizzarono le imprese private ma la città rimase un polo industriale. A metà del 1981 Łódź divenne famosa per un'enorme manifestazione di protesta di 50 000 persone, perlopiù madri con i figli, per la carenza di alimentari.

### Il presente
Dopo la caduta del regime, negli anni Novanta, la maggior parte delle aziende fu di nuovo privatizzata, nonostante ciò la città ha vissuto nel primo decennio dopo il 1989 un declino economico, con alta disoccupazione ed edilizia in degrado. Una riforma amministrativa del 1999 ha ridotto il numero dei voivodati a 16 e aumentato la superficie di quello di Łódź a 18219 km². Nel 2002 ha aperto la Galeria Łódzka, un moderno centro commerciale. Recentemente la città è cambiata notevolmente: capannoni industriali sono stati trasformati in locali, musei e centri commerciali e si svolge ogni anno la Parada Wolności (paragonabile alla Love Parade) su via Piotrkowska, oltre ad altri eventi. L'amministrazione comunale e molte altre piccole organizzazioni cercano di far rivivere l'atmosfera speciale della città multiculturale di una volta; per commemorare la pacifica coesistenza di un tempo fra ebrei, russi, polacchi e tedeschi, si tiene ogni anno il Festival delle Quattro Culture. Nell'edificio dell'ex fabbrica tessile Poznański è stato inaugurato nel 2006 "Manufaktura", il più grande centro commerciale e di intrattenimento in Polonia, che comprende un'area di 27 ettari: i vecchi edifici della fabbrica sono stati restaurati e ampliati con una nuova ala.

## Monumenti e luoghi d'interesse

### Ulica Piotrkowska
La via principale del centro di Łódź, che corre da nord a sud, è la Piotrkowska. Oltre a essere il centro commerciale e politico della città essa rappresenta un'interessante galleria a cielo aperto, con sculture in bronzo raffiguranti personaggi celebri nati a Łódź, oltre alla camminata (Aleja Gwiazd/Walk of Fame) di stampo hollywoodiano, "stellata" e griffata dai famosi lodziani, e al particolare tratto pavimentato della strada, denominato "Monumento dei 500 cittadini lodziani al cinquecentenario della città", con i nomi dei cittadini che hanno contribuito alla sua realizzazione.
Questa via scorre da nord a sud per tutto il centro di Łódź ed è tra le più lunghe vie commerciali d'Europa.

### Księży Młyn
Księży Młyn ("mulino del prete") è l'ex complesso residenziale ed industriale fatto costruire da Karol Scheibler. È una "città all'interno della città" dato che comprende capannoni industriali, case per gli operai, negozi, una scuola, due ospedali, una stazione di pompieri e altri edifici, molti dei quali oggi destinati ad altri usi. La parte principale dell'insediamento è situato tra le vie Tymienieckiego, Przędzalniana e Fabryczna. In questa zona si possono visitare il museo d'arte situato nella Villa di Edward Herbst, grandiosa villa neorinascimentale, la Palmiarnia (grande serra con palme e piante esotiche) nel parco Źródliska, e, nel palazzo di Karol Scheibler, il Museo della cinematografia, l'unico del suo genere in Polonia.

### Manufaktura con Palazzo di Izrael Poznański e ms2
Manufaktura è il nome di un complesso che comprende un centro commerciale, con ristoranti e cinema, un grande albergo, impianti sportivi, quattro musei, un centro internazionale della moda e promozione e molti uffici. Dei 27 ettari occupati dal centro, 9 sono occupati dai locali ristrutturati della ex fabbrica tessile di Izrael Poznański (monumento nazionale) e 9,5 ettari sono costituiti da nuovi edifici.
Nell'angolo a sud est dell'isolato occupato da Manufaktura sorge la residenza di Izrael Poznański, la più grande dimora di un capitano d'industria in Polonia, che oggi ospita il museo della città di Łódź.
Nel lato sud dell'isolato occupato da Manufaktura, sorge il museo di arte ms2, che possiede una ricca collezione di opere d'arte del XX e XXI secolo.

### La Biała Fabryka e il museo della tessitura
Nel grandissimo complesso occupato dagli stabilimenti di produzione tessile di Ludwik Geyer, la Biała Fabryka ("fabbrica bianca"), vi è ora il Museo centrale della tessitura, organizzatore tra l'altro della Triennale internazionale dedicata agli arazzi, la mostra di arte tessile contemporanea più antica del mondo. Vicino alla fabbrica vi sono alcune case in legno, visitabili anche all'interno, esempi di architettura del XIX secolo.

### Il cimitero ebraico
Il più grande cimitero ebraico in Polonia occupa un'area di circa 40 ettari a nord del centro. È una delle ultime tracce della comunità ebraica della città.

### Prigione di Radogoszcz
Una prigione gestita dall'Ordnungspolizei e dalla Gestapo durante la seconda guerra mondiale. Oggi è sede di un museo che commemora le vittime del conflitto e dell'olocausto.

## Cultura

Logotipo

La città, con le sue 38 biblioteche (contando quelle del Politecnico e delle diverse facoltà dell'università di Łódź), ha la più alta densità di biblioteche della Polonia (1 ogni 20 000 abitanti).
Nella città ha sede l'Università di Łódź che conta circa 40 000 studenti.

### La Scuola Nazionale di Cinema, Teatro e TV

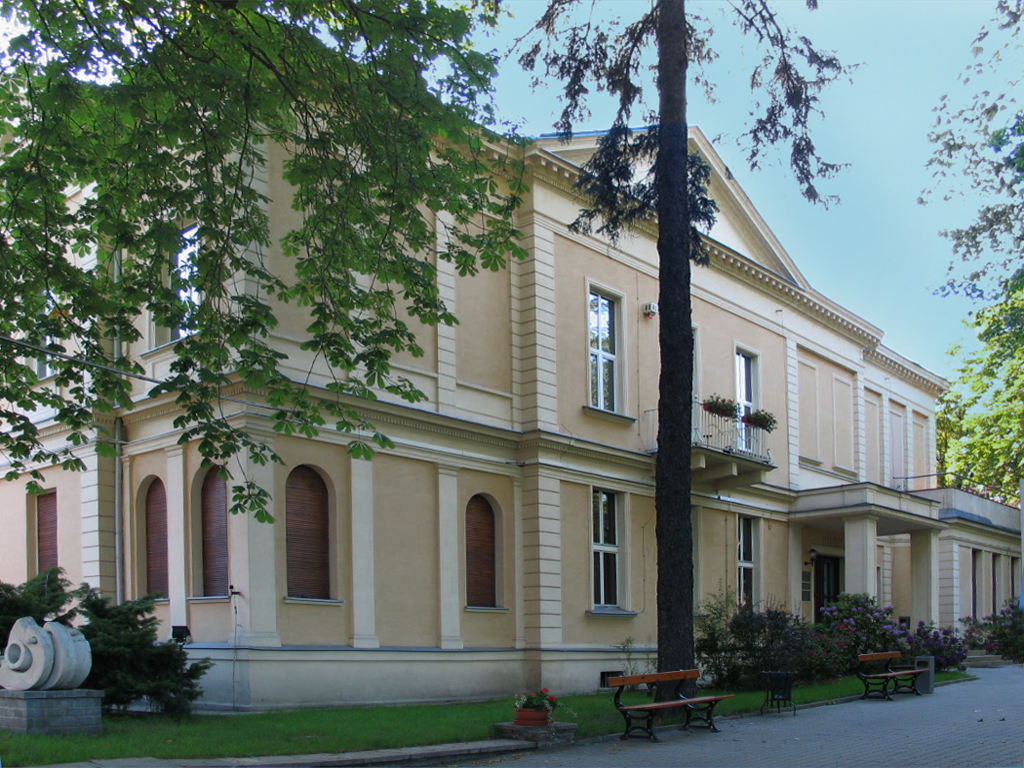
Palac Oskara Kona Łódź

A Łódź ha sede una delle più prestigiose scuole di cinema d'Europa, la Scuola Nazionale di Cinema, Televisione e Teatro Leon Schiller di Łódź (Państwowa Wyższa Szkoła Filmowa, Telewizyjna i Teatralna, PWSFTViT), fondata nel 1948. Dal 1958 la scuola offre anche corsi per il teatro.
L'importanza di questa scuola è data dall'alto numero di personaggi di spicco nel mondo della cinematografia europea che l'hanno frequentata: Andrzej Wajda, Roman Polański, Jerzy Skolimowski, Krzysztof Kieślowski, Krzysztof Zanussi e molti altri ancora, di cui tre hanno ricevuto il premio Oscar come registi: Roman Polanski con Il pianista, Andrzej Wajda per l'insieme delle sue creazioni e Zbigniew Rybczyński per il film Tango. Nella scuola sono inoltre conservate le produzioni realizzate durante gli anni di studio dagli studenti, anche dai più famosi.

## Nella cultura di massa

### Cinema
Łódź è al centro del documentario Dalla città di Łódź, girato nel 1968 da Krzysztof Kieślowski.

### Letteratura
A Łódź è ambientato il romanzo del premio Nobel polacco Władysław Reymont La terra promessa del 1898; durante la rivoluzione industriale Łódź è un'arena per la lotta per la sopravvivenza: la città distrugge quelli che accettano la regola del vivere sempre di corsa alla stessa maniera di quelli che non l'accettano. Il romanzo è stato tradotto in quindici lingue e ne sono stati tratti due film, il primo nel 1927 di Aleksander Hertz e Zbigniew Gniazdowski e il secondo nel 1975 di Andrzej Wajda (La terra della grande promessa) e una miniserie TV del 1978, ancora diretta da Andrzej Wajda.
Israel Joshua Singer nel romanzo I fratelli Ashkenazi (1937) racconta, in un arco temporale che va dalla prima metà del XIX secolo fino agli anni trenta del successivo, la progressiva trasformazione di Łódź da villaggio contadino in piccolo centro specializzato nella tessitura a mano e poi in grande centro industriale, parallelamente alle vicende della famiglia Ashkenazi e della comunità ebraica.

### Musica
- La città di Łódź è nominata nel canto militare austriaco Rosa, wir fahr'n nach Lodz, composto nel 1914-1915 da Artur Marcell Werau e Fritz Löhner-Beda e diventato una hit Schlager nel 1974 con il titolo di Theo, wir fahr'n nach Lodz (brano interpretato dalla cantante greca Vicky Léandros)[18][19][20]
- A Łódź sono nati Arthur Rubinstein, pianista, Alexandre Tansman, pianista e compositore e l'astrofisica Edwige Pezzulli.

## Geografia antropica

### Suddivisioni amministrative
La città di Łódź è divisa in 5 quartieri:
- Bałuty
- Górna
- Polesie
- Śródmieście
- Widzew

## Infrastrutture e trasporti

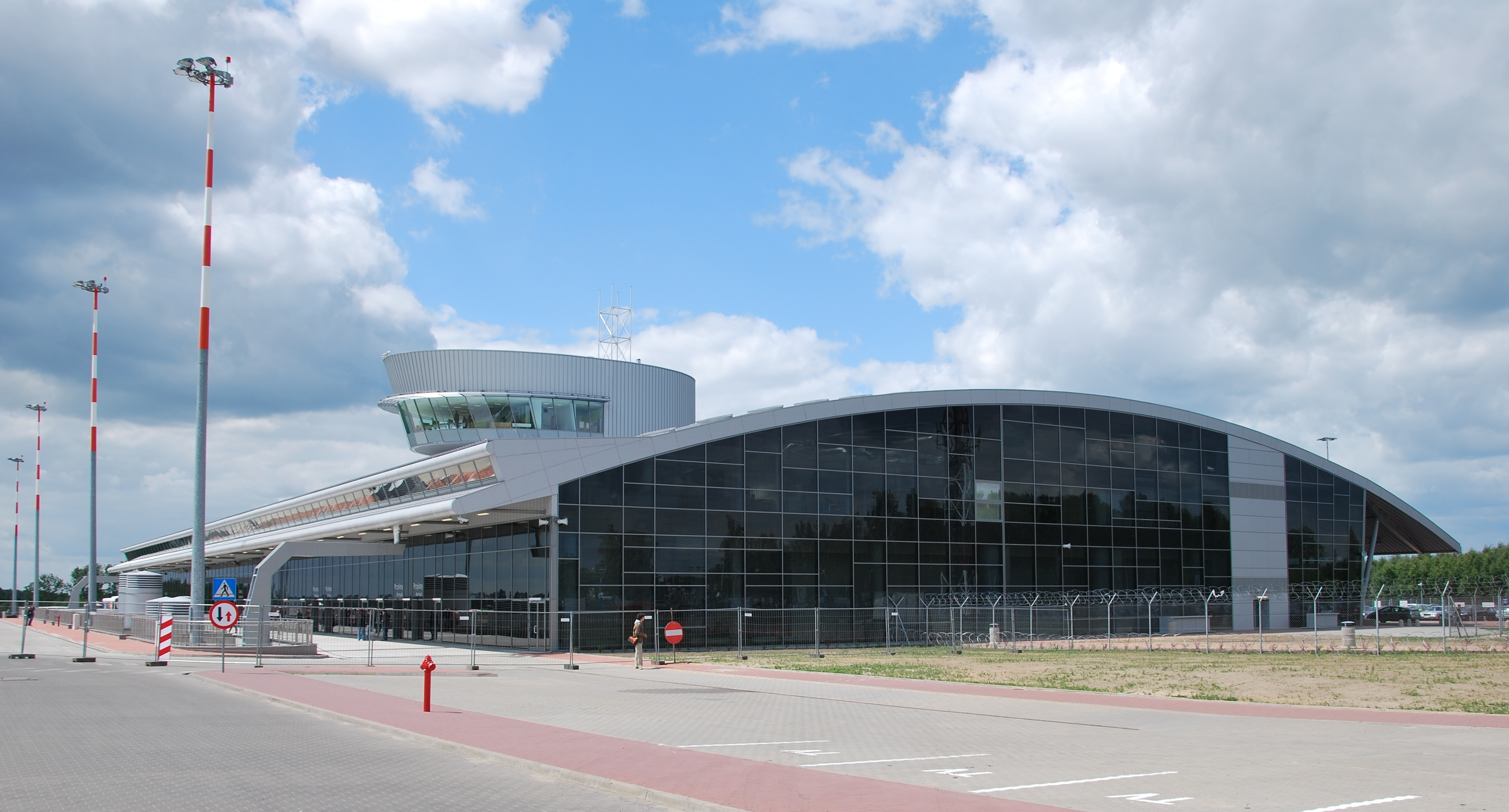
Il nuovo aeroporto Łódź-Lublinek dedicato a Władysław Reymont

La città è servita dall'Aeroporto di Łódź Władysław Reymont.
Nella città vi sono autobus e alcune linee di tram. La stazione ferroviaria principale è Łódź Fabryczna, completamente ricostruita ed inaugurata nel dicembre 2016.

## Amministrazione

### Gemellaggi[21]
| - Chemnitz, dal 1974 - Stoccarda, dal 1988 - Lione, dal 1991 - Vilnius, dal 1991 - Odessa, dal 1993 - Tientsin, dal 1993 - Tel Aviv, dal 1994 - Rustavi, dal 1995 | - Barreiro, dal 1996 - Tampere, dal 1996 - Puebla de Zaragoza, dal 1996 - Murcia, dal 1999 - Leopoli, dal 2003 - Seghedino, dal 2008 - Canton, dal 2014 - Chengdu, dal 2015 |

In seguito all'invasione russa dell'Ucraina, il 2 marzo 2022 Łódź ha terminato il proprio gemellaggio con le seguenti città:
- Ivanovo
- Kaliningrad
- Minsk

## Sport
Nel calcio si distinguono due squadre principali: Widzew Łódź (pronuncia: [ˈviʣef ˈwuʨ]) ed ŁKS Łódź (pronuncia: [ew ka es ˈwuʨ]).
Uno dei palazzetti dello sport della città è l'Atlas Arena.

## Galleria d'immagini

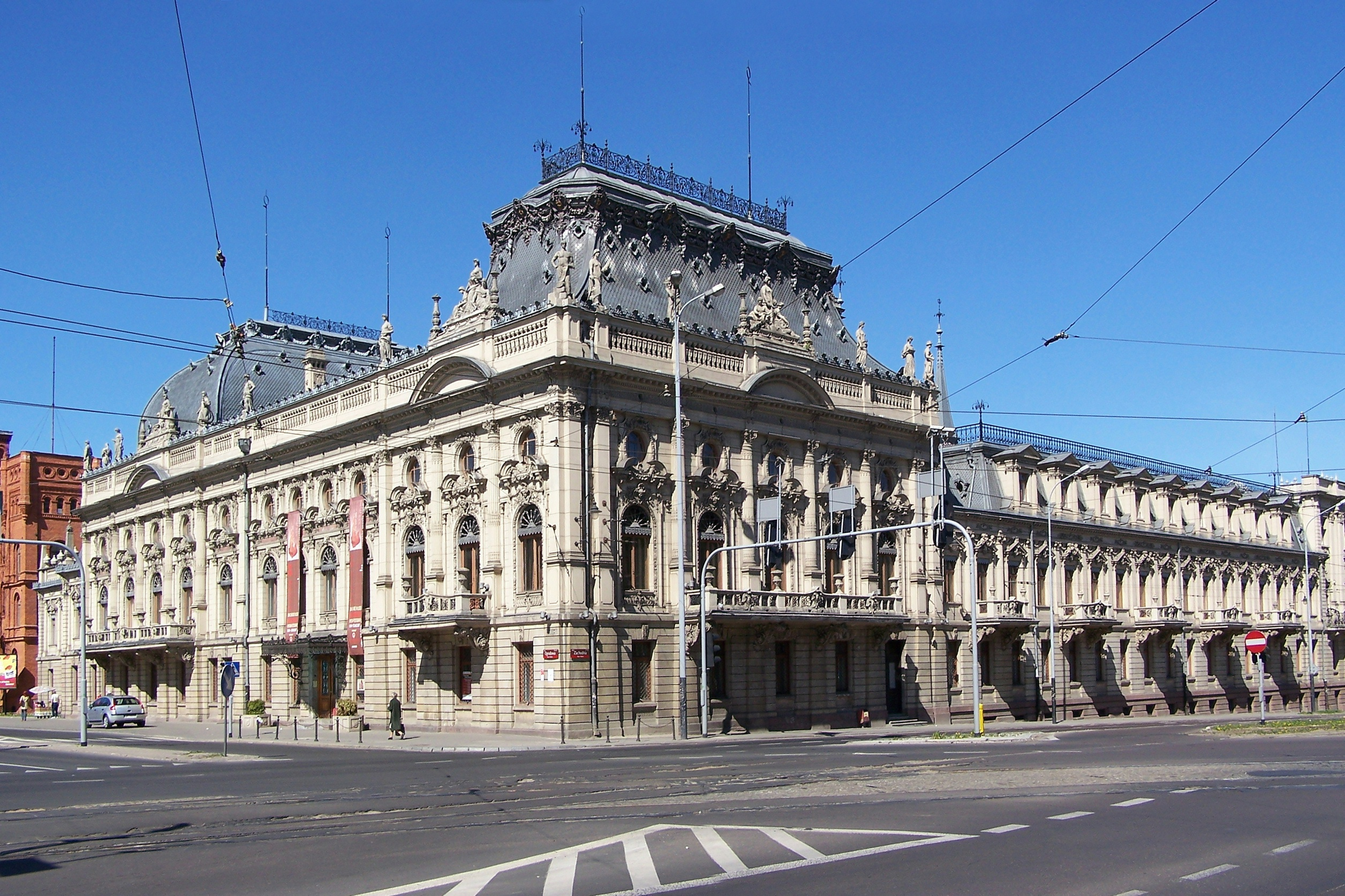
Palazzo di Izrael Poznański
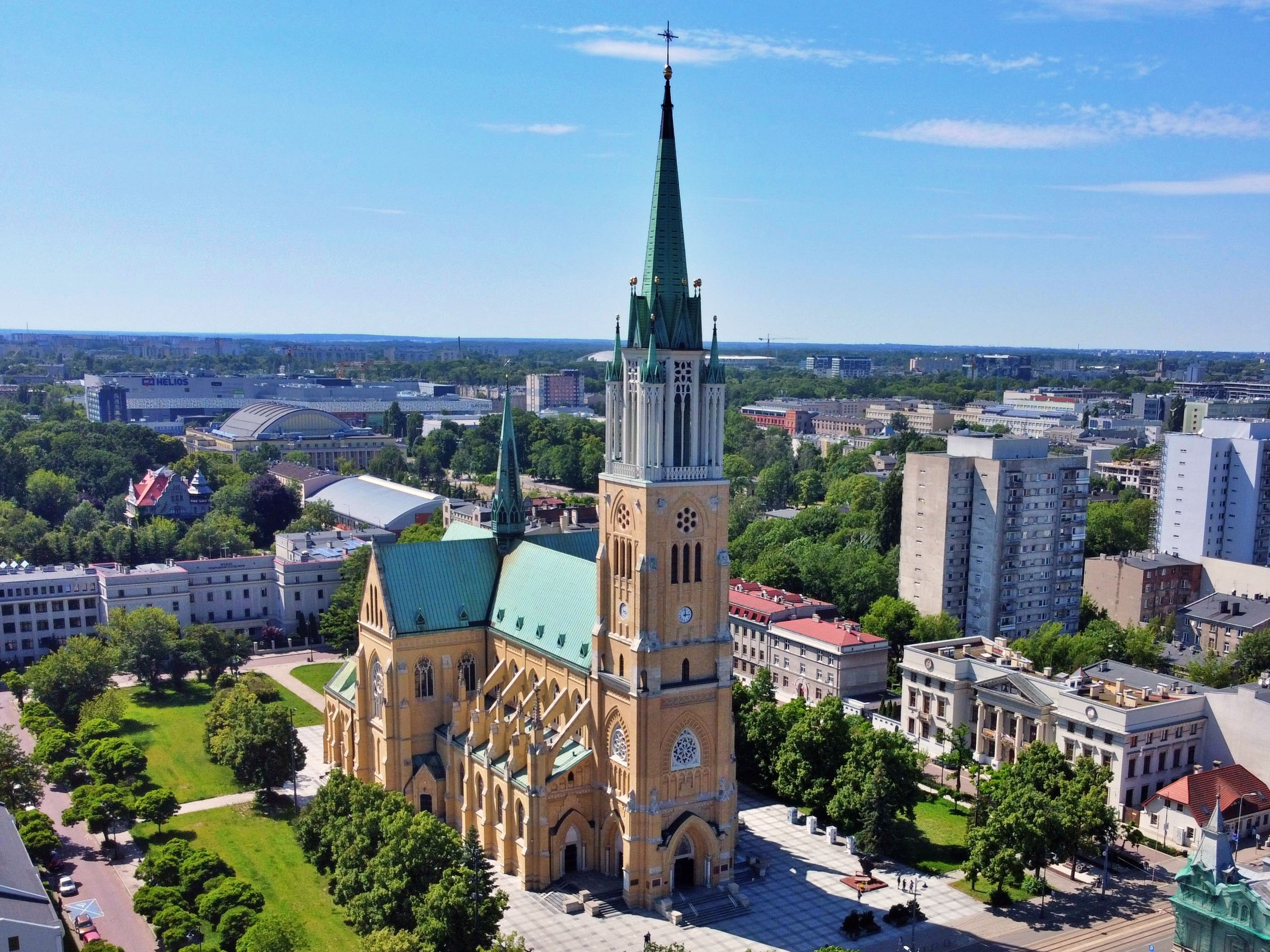
Cattedrale di Łódź
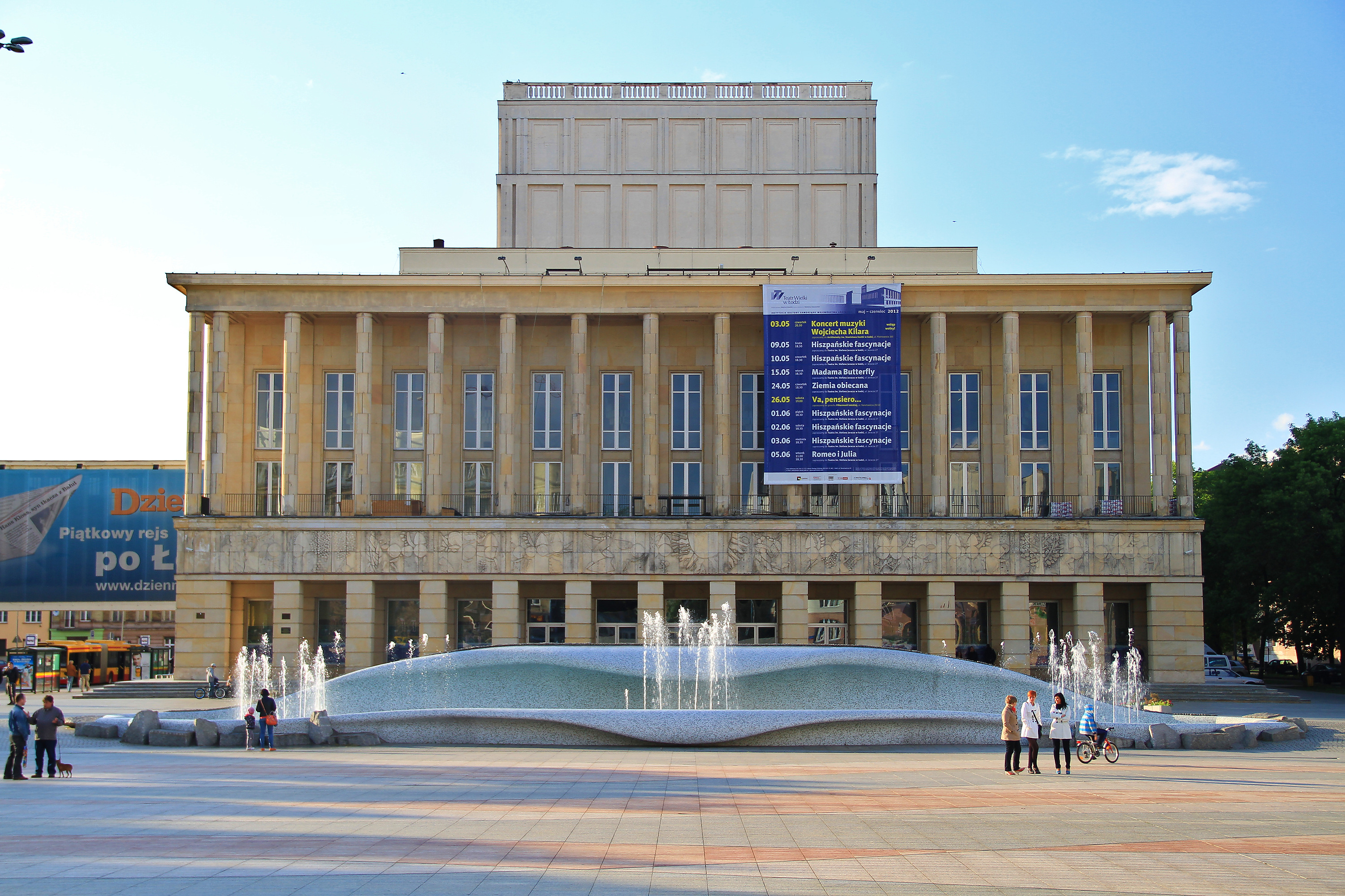
Teatro Grande di Łódź
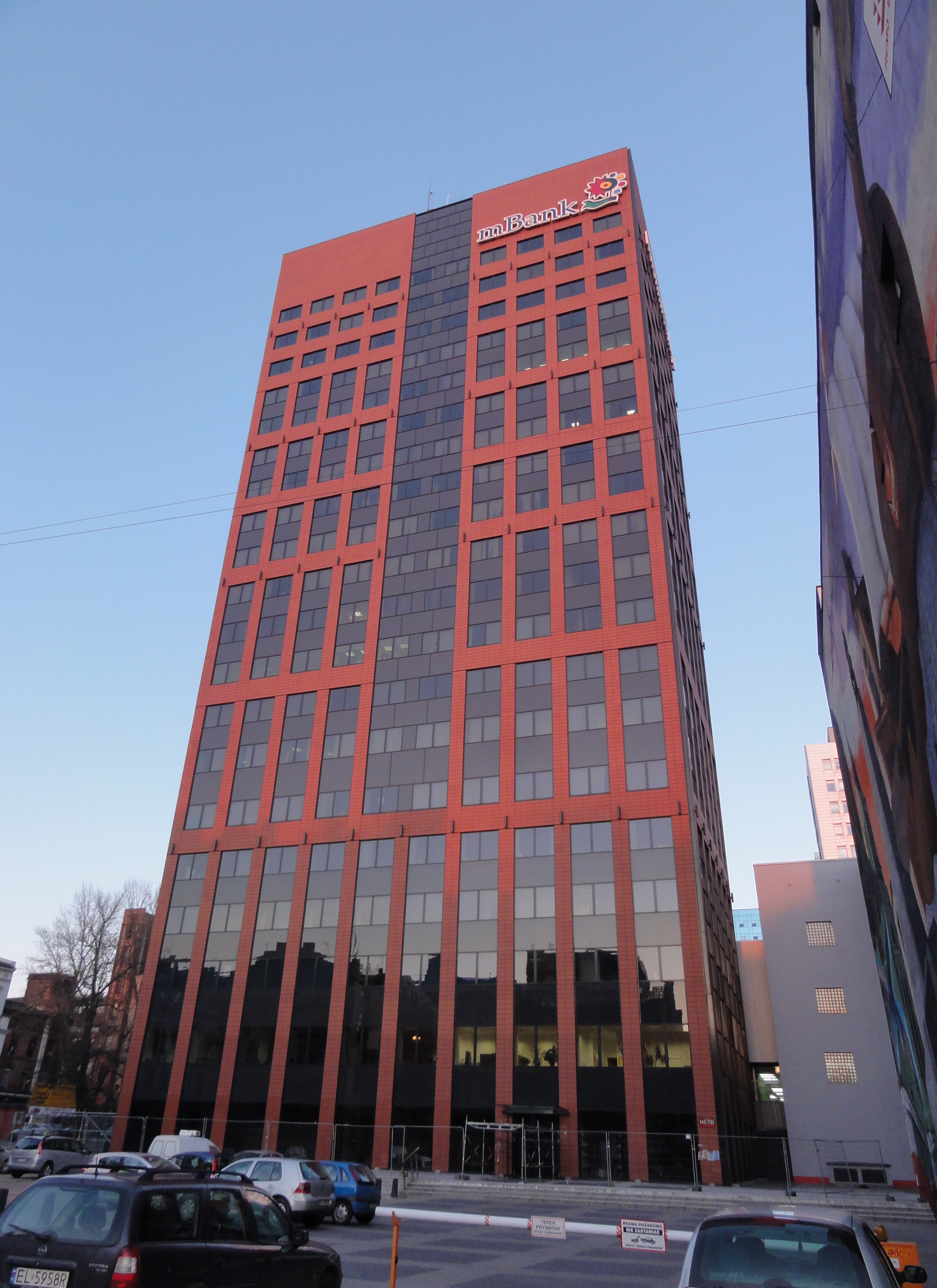
Red tower sede della Mbank
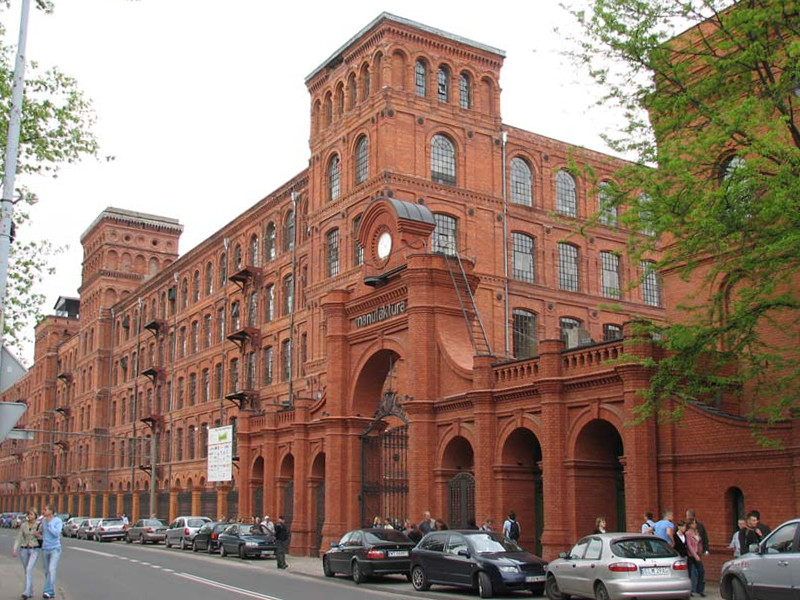
L'ingresso del nuovo centro commerciale Manufaktura.
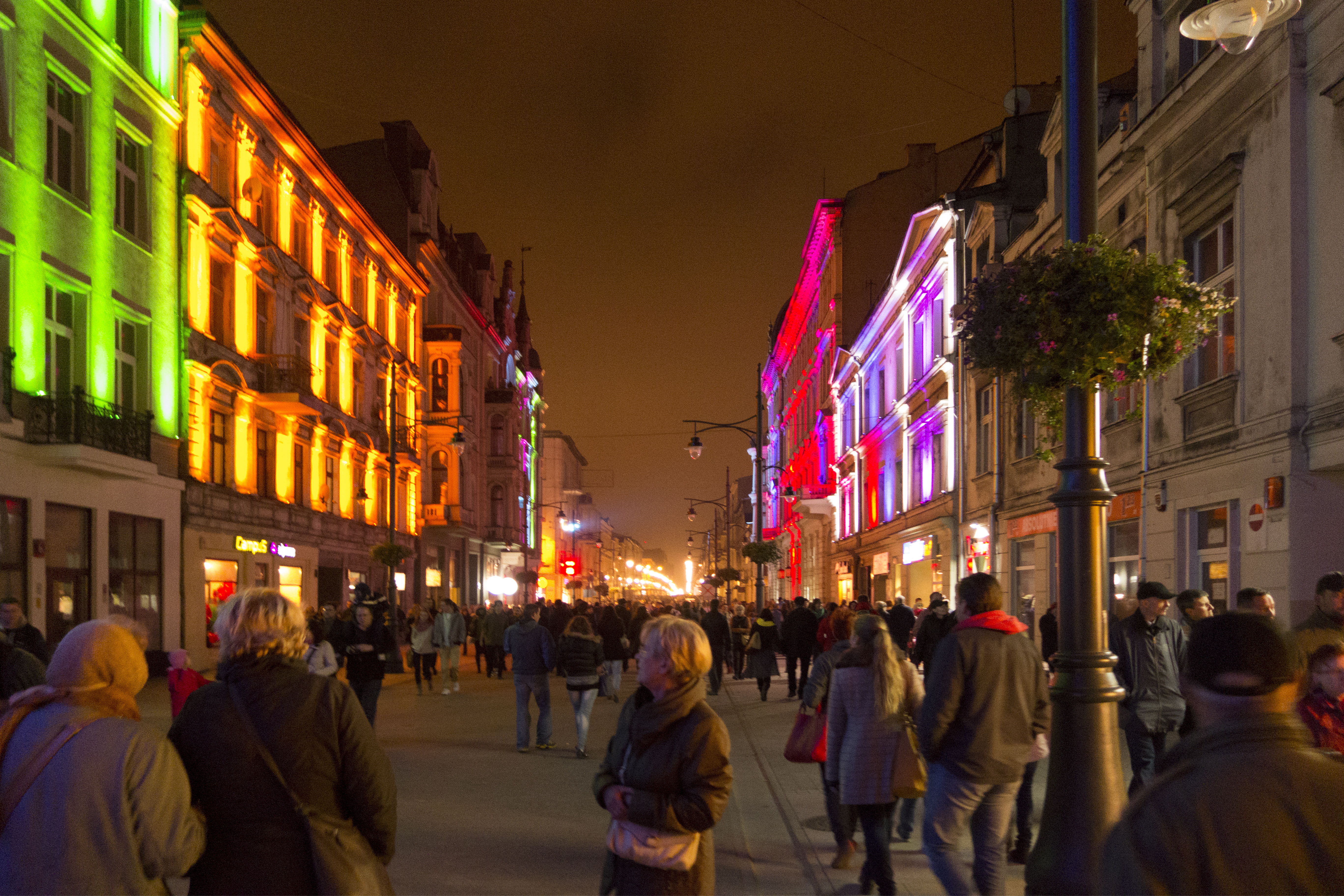
Il corso cittadino di notte
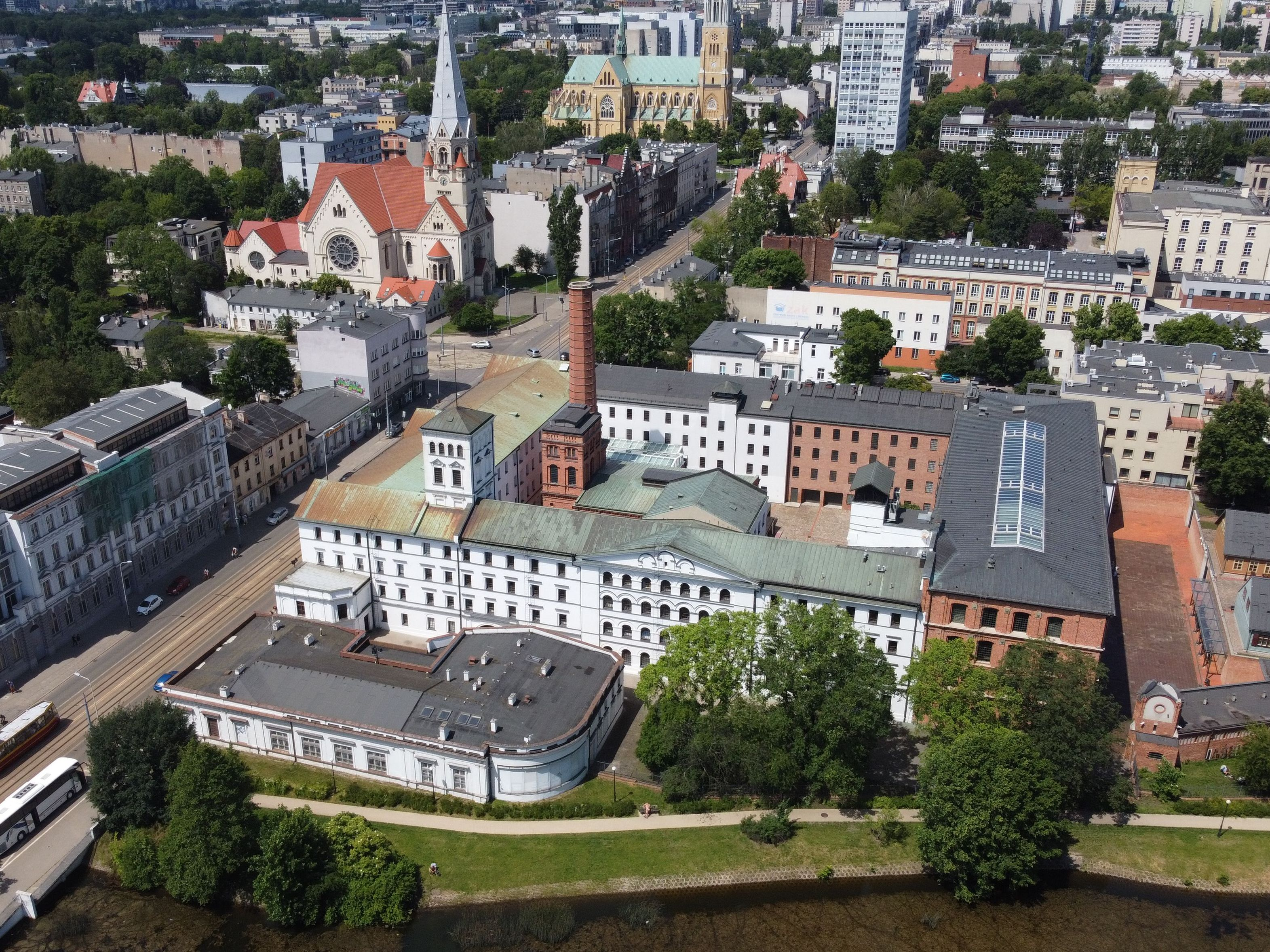
La fabbrica bianca
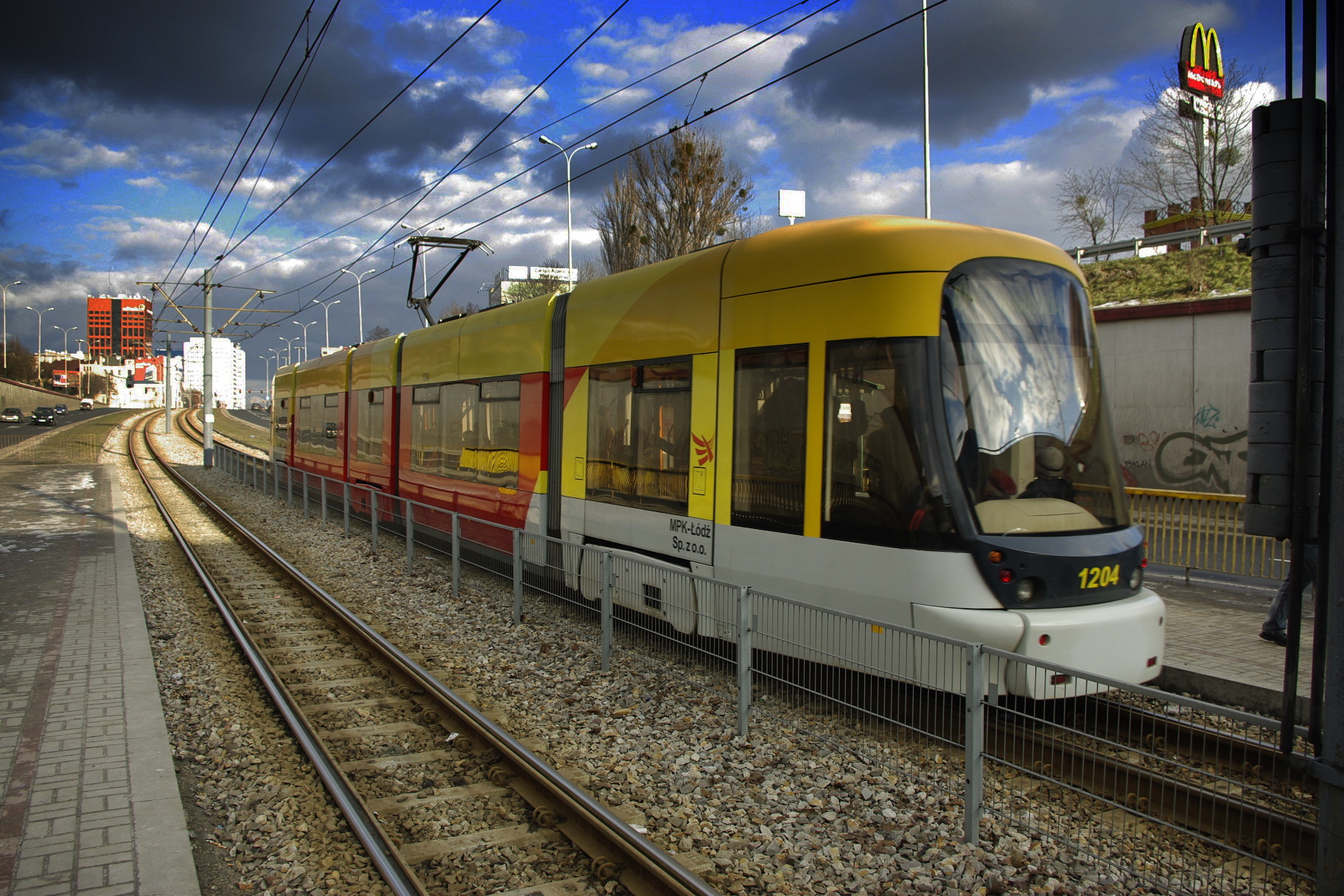
Tram di Łódź
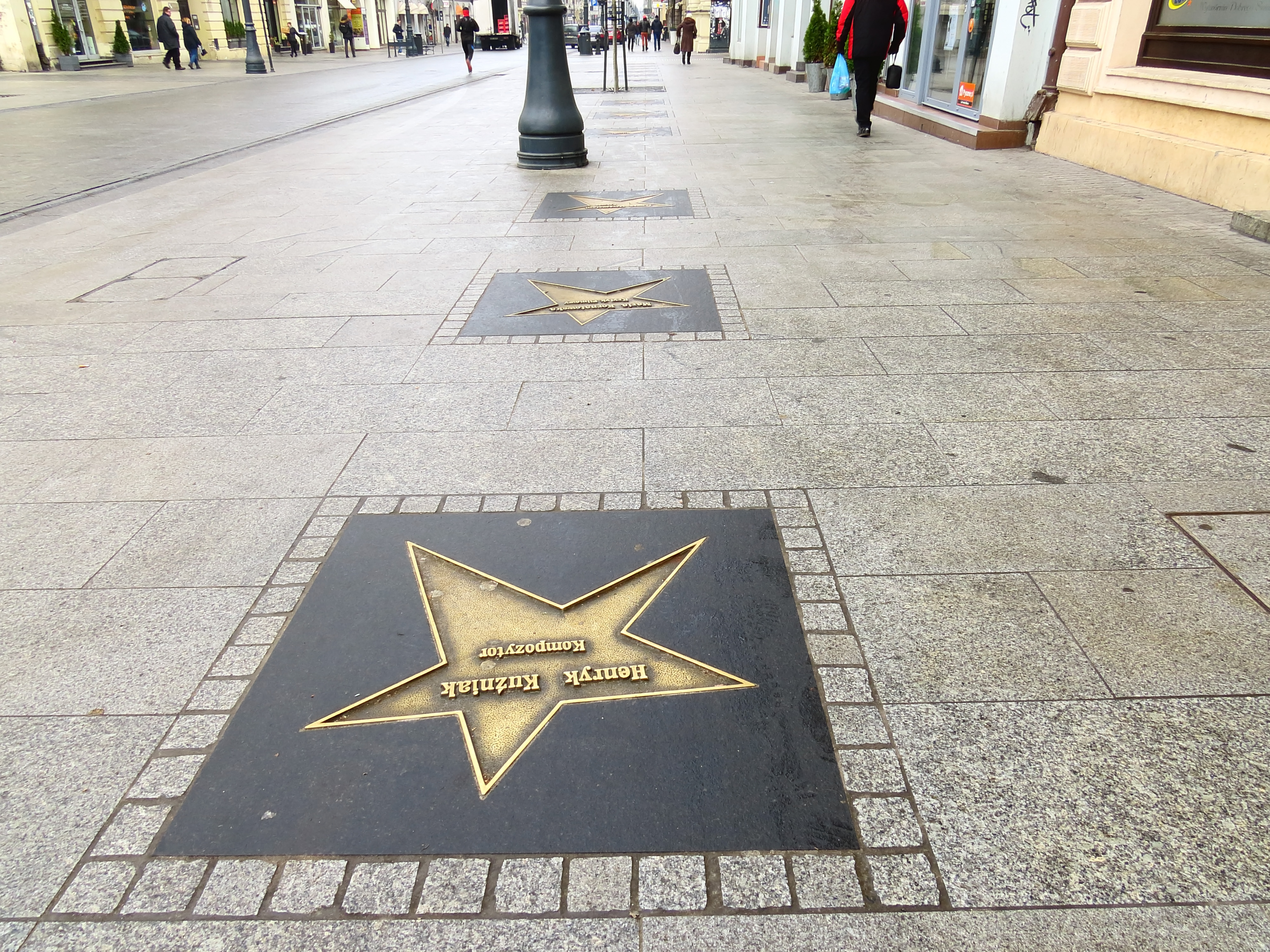
Aleja Gwiazd, la Walk of Fame di Łódź
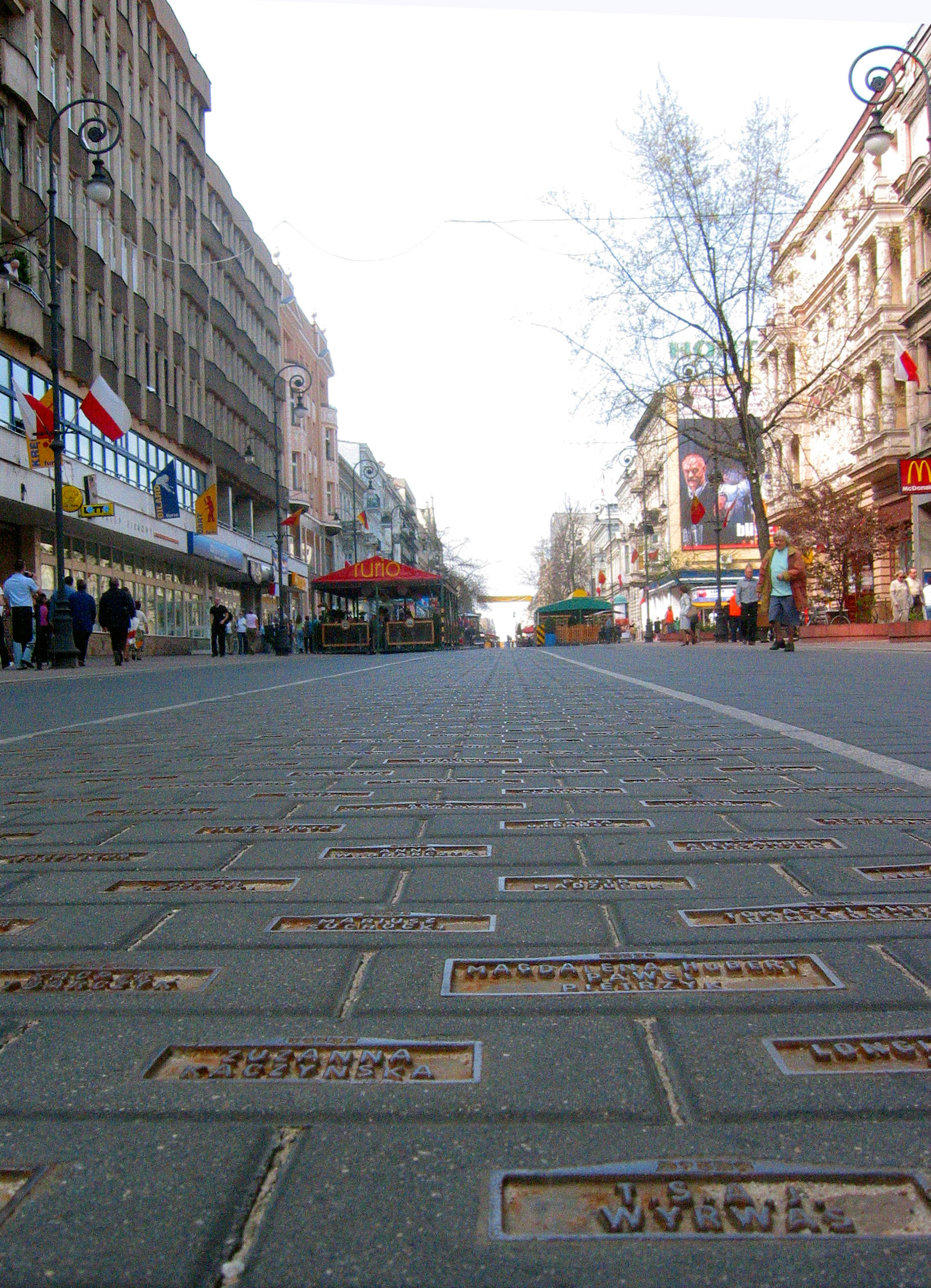
Il "Monumento dei 500 Cittadini"